# Caracanthus unipinna
Caracanthus unipinna är en fiskart som först beskrevs av Gray, 1831.  Caracanthus unipinna ingår i släktet Caracanthus och familjen Caracanthidae. Inga underarter finns listade.